# 창녕 석빙고
창녕 석빙고(昌寧 石氷庫)는 대한민국 경상남도 창녕군 창녕읍에 있는 석빙고이다. 1963년 1월 21일 대한민국의 보물 제310호로 지정되었다.

## 개요
건조 연대는 입구에 서 있는 비석의 기록을 통해 조선 영조 18년(1742년) 당시 이곳의 현감이었던 신후서(申侯曙)에 의해 세워졌다는 것을 알 수 있다. 조선조 시대에 중수하였다고 보는 빙고이다. 이는 구조양식의 측면과 장빙의 풍이 그 당시에 제도화되어 성행하였던 점을 미루어 보아서이다. 이 빙고는 봉토도 거의 완전하며, 외부의 모양은 마치 거대한 고분처럼 보이고 뒤에 흐르는 개천에 직각되게 남북으로 길게 구축되었다. 빙실의 입구는 남쪽에 시설하였는데, 좌우에 장대석을 옆으로 건너지르며 쌓아 올려서 천장을 구성하였으며 사이의 천장에는 외부로 통하는 환기공이 설치되었다.
벽은 잡석으로 쌓았으나 평평한 방벽이 되게 표면을 치석하였다. 이러한 구조 양식은 석빙고의 전형인 경주나 안동의 석빙고와 동일한데 규모에 있어 이 석빙고가 약간 작다.

## 그림

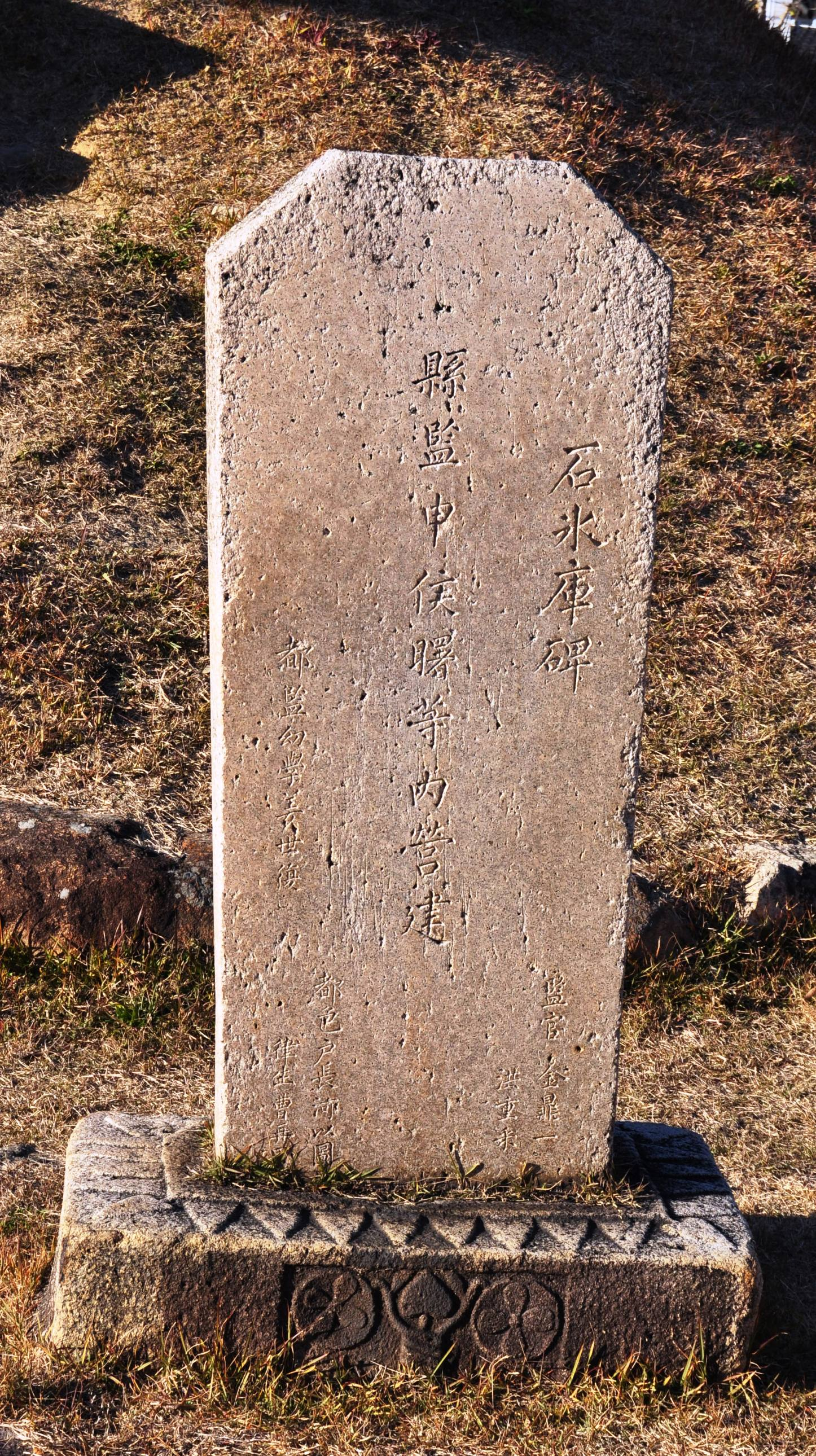
석빙고비(碑)

## 같이 보기
- 경주 석빙고
- 달성 현풍 석빙고
- 안동 석빙고
- 창녕 영산 석빙고
- 청도 석빙고

## 참고 자료
- 창녕 석빙고 - 국가유산청 국가유산포털